# Olszyn (Gmina Rokitno)
Olszyn [pronunciación en polaco: /ˈɔlʂɨn/] es un pueblo ubicado en el distrito administrativo de Gmina Rokitno, cerca de Białun Podlaska en Polonia oriental, cercano a la frontera con Bielorrusia. Se encuentra aproximadamente a 22 kilómetros al noreste de Białun Podlaska y a 114 kilómetros al noreste de la capital regional Lublin.

## Referencias

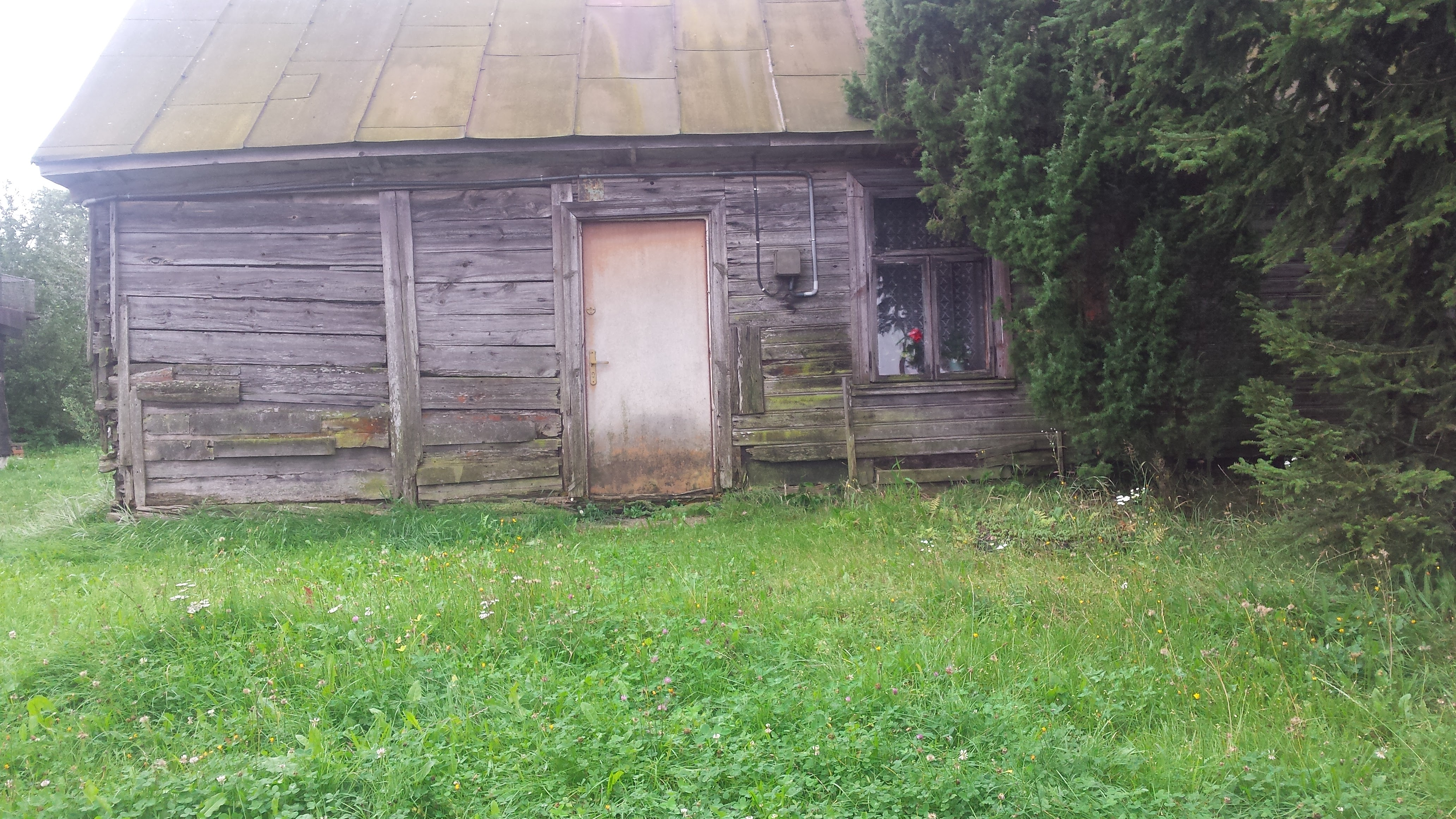

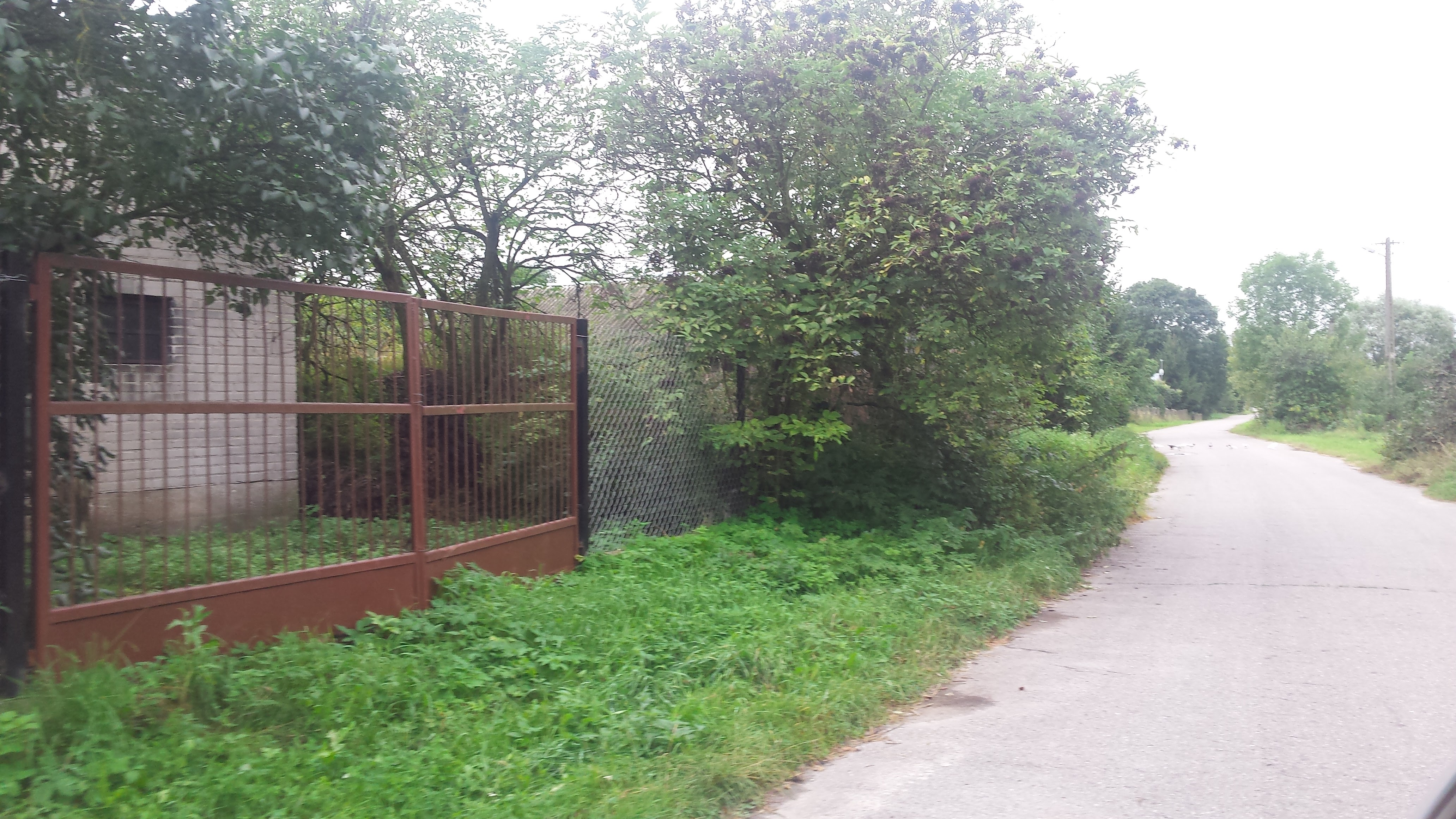